# Bernd Freytag von Loringhoven
Bernd Freiherr Freytag von Loringhoven (n. 6 de febrer de 1914 a Arensburg, avui en dia Kuressaare, † 27 de febrer de 2007 a Múnic) va ser un General de la Bundeswehr i antic Generalinspekteur.

## Biografia
Loringhoven va ser descendent d'una antiga família il·lustre dels quals els primers títols dataven del segle xii (Baró de: Livònia, Curlàndia 1198, Mestre de l'Orde Teutònic 1485, Gotha Registre 1896, 1934, 1942). Va néixer a Arensburg (Kuressaare), Governació de Livònia. Després d'un any d'estudis de Dret a la Universitat de Königsberg, es va unir al Reichswehr el 1933.
El 1942 un batalló de tancs al comandament Loringhoven va ser envoltat durant la contraofensiva soviètica en la batalla de Stalingrad, però, va ser rescatat el gener de 1943. Era un comandant de tanc decorat. De juliol de 1944 fins a abril de 1945, es va ocupar com a ajudant dels generals Guderian Heinz i Hans Krebs.
El cosí de Loringhoven, Wessel Freytag von Loringhoven, intentá assassinar Hitler el 20 de juliol. Ell n'estava al corrent, però Bernd no va participar directament en la trama, després que va fracassar (Bernd) va aconseguir escapar de la detenció, a causa del suport de Guderian.
De 1944 a 45 von Loringhoven fou ajudant dels Caps de l'Estat Major de l'Exèrcit Heinz Guderian i Hans Krebs. Va ser evacuat el 1943 de Stalingrad en un dels últims avions.
Entre el 20 i el 30 d'abril de 1945, va ser un dels ocupants del Bunker de la Cancelleria amb Adolf Hitler i un dels pocs supervivents d'aquest.
El 1945 cau capturat pels britànics, Loringhoven va passar dos anys com a presoner de guerra. No va ser acusat de crims de guerra. Després va ser repatriat l'any 1947, va viure a Múnic, on es va convertir en un editor. Es va incorporar a les Forces Armades Federals d'Alemanya (Bundeswehr) el 1956 i va arribar al grau de General. Posteriorment va ser nomenat Inspector General Adjunt de les Forces Armades i es va retirar de l'exèrcit el 1973, amb tots els honors. En el moment de la seva mort, va ser un dels últims tres testimonis coneguts de vida (juntament amb el telefonista del búnquer Rochus Misch i Armin Lehmann) que visqueren els esdeveniments en el búnquer al final de la Segona Guerra Mundial.

## L'últim viatge
Freytag von Loringhoven era un dels últims testimonis vius dels últims dies del Bunker de la Cancelleria. Per això va participar en recentment en nombrosos documentals i pel·lícules sobre el tema. És coneguda la seva participació en la producció de Der Untergang (L'Enfonsament). El 2006 va publicar la seva biografia en francès i més tard en anglès i alemany amb el títol: Amb Hitler al búnquer - Records de la Caserna General del Führer juliol de 1944 - abril de 1945.